# Casament entre cosins

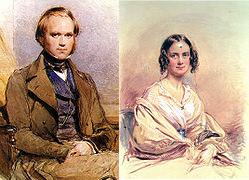
Darwin i la seva dona Emma, eren cosins directes.

El casament entre cosins és un casament entre persones que posseeixen un avi en comú o entre persones que comparteixen un altre ancestre relativament recent. Diferents societats tenen diferents posicions respecte a aquestes unions. En algunes societats són considerats el tipus d'unió ideal i com a tals se'ls promou, en altres societats aquestes unions són poc comuns tot i que encara legals, mentre que en altres regions se les considera unions incestuoses i estan prohibides. Encara que en l'actualitat es troben estigmatitzats en el món occidental, els casaments entre cosins són freqüents en l'Orient Mitjà, on en algunes nacions gairebé la meitat de tots els casaments són entre cosins, com per exemple a Albània. A nivell mundial un de cada deu casaments es realitzen entre cosins carnals o segons. Robin Fox, de la Universitat Rutgers, sosté que és possible que el 80% de tots els casaments en la història de l'home puguin haver estat casaments entre cosins segons o encara amb vincles més propers.
Un tipus de casament entre cosins que ha estat permès en moltes cultures és el casament creuat entre cosins. Aquest tipus de casament era comú en el passat en les tribus aborígens d'Austràlia, Amèrica del Nord, Sud-amèrica i Polinèsia. Mentre que algunes religions han arribat a prohibir el casament entre cosins de grau sis o grau de parentiu més proper, altres no posen objeccions al casament entre cosins carnals. El casament entre cosins és un tema important analitzat per l'antropologia i la teoria de l'aliança.
Els fills de casaments entre cosins carnals posseeixen el doble de risc de tenir trastorns genètics, tot i que els científics argumenten que el valor del 6% és encara relativament reduït, comparat amb el risc del tres per cent que posseeixen els fills dels pares que no es troben genèricament relacionats entre si. A Occident, alguns dels que estan a favor del casament entre cosins consideren que les prohibicions legals són una forma de discriminació, mentre que els opositors a vegades apel·len a arguments morals o d'un altre tipus.